# Joxe Azurmendi

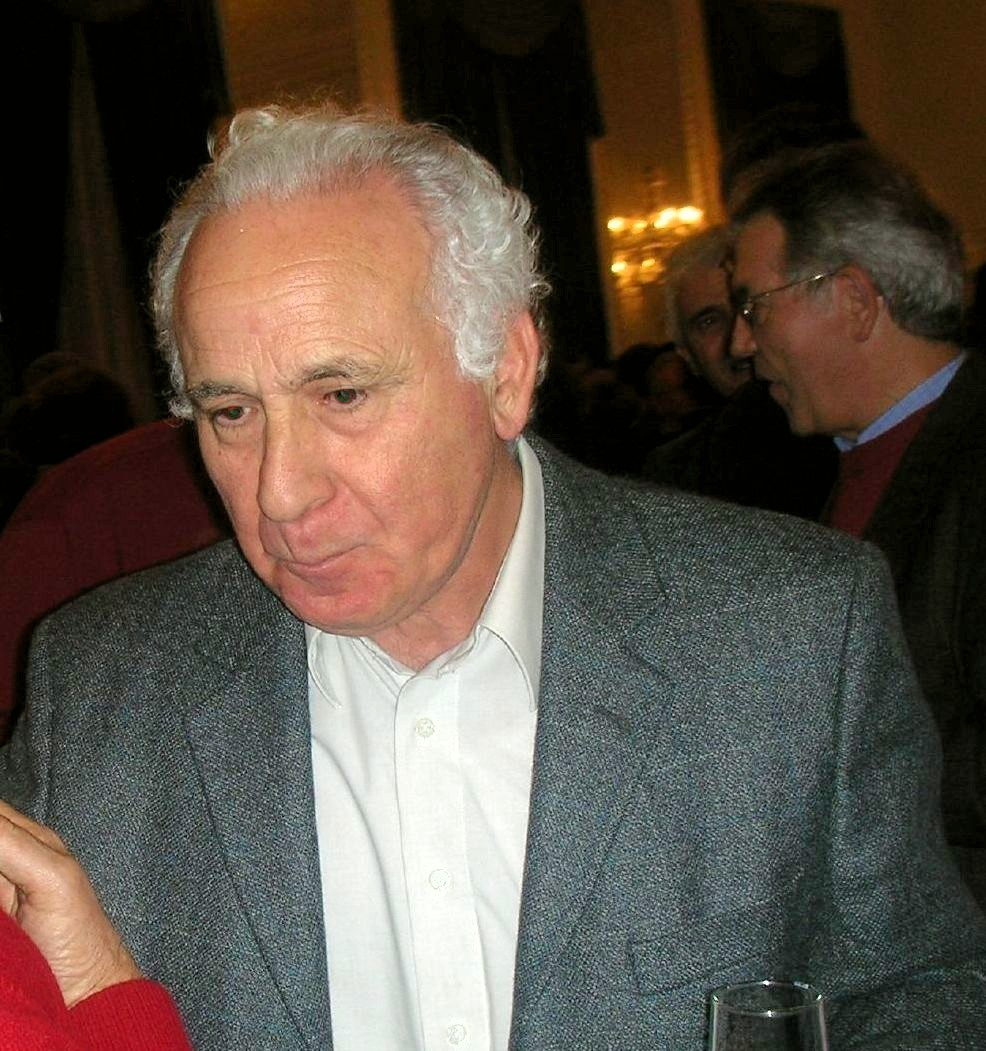
Joxe Azurmendi, 2006

Joxe Azurmendi Otaegi (geboren am 19. März 1941 in Zegama, Baskenland; gestorben am 1. Juli 2025 in San Sebastian, Baskenland) war ein in Euskara, d. h. der baskischen Sprache, schreibender baskischer Schriftsteller, Philosoph, Essayist und Dichter. Er veröffentlichte zahlreiche Artikel und Bücher zu Themen wie Ethik, Politik, Philosophie der Sprache, zur Technik, zu baskischer Literatur und allgemeiner Philosophie.
Joxe Azurmendi war Herausgeber der Veröffentlichungsreihe Jakin irakurgaiak, in der unter seiner Leitung bisher über 40 Bücher erschienen. Darüber hinaus wirkte er an der Übersetzung philosophischer Werke ins Baskische für den Verlag Klasikoak mit. Er war einer der Gründer der Baskischen Sommeruniversität Udako Euskal Unibertsitatea. Er hatte den Lehrstuhl für moderne Philosophie inne und unterrichtete an der baskischen Universität Euskal Herriko Unibertsitatea. Im Jahr 2010 wurde er von der Akademie der Baskischen Sprache Euskaltzaindia zum akademischen Ehrenmitglied ernannt.

## Biografie
Joxe Azurmendi studierte Philosophie und Theologie an der Baskischen Universität sowie in Rom und Münster.
Zu Beginn der 1960er Jahre schloss Azurmendi sich der kulturellen Bewegung um die Zeitschrift Jakin an. Er war Direktor der Zeitschrift, als sie zum ersten Mal vom Franco-Regime verboten wurde. Seit der Wiederaufnahme ihres Erscheinens ist Azurmendi ständiger Mitarbeiter der Zeitschrift. In den frühen 1970er Jahren widmete er sich der Verbreitung grundlegender Texte in baskischer Sprache zu im Baskenland diskutierten Themen: Nation, Sozialismus, Internationalismus etc. In den 1980er Jahren begann er an der Baskischen Universität zu lehren. 1984 stellte er seine Dissertation über Jose Maria Arizmendiarrieta, den Gründer der Genossenschaftsbewegung von Mondragón, vor. In ihr vertritt Azurmendi die These, dass Arizmendiarrieta mit diesem Projekt beabsichtigte, das Individuum und die Gesellschaft im Rahmen einer Organisation zusammenzuführen, in der sich Sozialismus und französischer Personalismus vereinen können.
1992 veröffentlichte er Espainolak eta euskaldunak [Spanier und Basken], sein bekanntestes Werk. Es war eine Reaktion auf einen Text von Claudio Sánchez-Albornoz, in dem es heißt: „Die Basken sind die letzten, die sich in Spanien zivilisiert haben; im Vergleich zu allen anderen Völkern fehlen ihnen tausend Jahre Zivilisation… Es sind rüde, simple Menschen, die sich zudem für Söhne Gottes und Erben seines Himmelreiches halten. Dabei sind sie nichts anderes als nicht romanisierte Spanier.“ In seinem Werk widerlegte Azurmendi die Stereotype einiger spanischer Intellektueller über die Basken.
Zu Beginn des 21. Jahrhunderts erreichte sein Werk den Höhepunkt mit der Trilogie Espainiaren arimaz [Die Spanische Seele] (2006, Elkar), Humboldt. Hizkuntza eta pentsamendua [Humboldt. Sprache und Denken] (2007, UEU) und Volksgeist. Herri gogoa (2008, Elkar). Diese Trilogie spiegelt die bedeutendsten Aspekte seines Denkens wider.

## Sein Denken
Das Werk von Azurmendi entstand und entwickelte sich in einer Epoche der kulturellen, politischen und Wertekrise, die er nicht als etwas Negatives, sondern als Chance sieht. Sein gesamtes Denken kreist um die Verteidigung der Freiheit in allen Bereichen, vor allem aber der Gewissens- und Gedankenfreiheit.
Folglich geht es in seinem Werk nicht darum, dieser Krise zu entfliehen; vielmehr stellt Azurmendi Überlegungen an, wie man in einer solchen Situation leben kann. Dabei bedient er sich einer relativistischen Betrachtungsweise und kämpft, nachdem die Modernität die Menschen jeder soliden Grundlage beraubt hat, gegen die Überreste des Dogmatismus, zu dem eine Krisengesellschaft neigt. Er kritisiert den modernen Staat, dem er vorwirft, die neue Kirche zu sein, die das Bewusstsein kontrolliert, ebenso wie die Instrumentalisierung der Moral und die Politiker, die statt der Probleme in ihrem jeweiligen Zuständigkeitsbereich zu lösen sich auf das Gebiet der Moral flüchten, um ihre Verantwortung unter dem Deckmäntelchen vermeintlich absoluter Prinzipien zu verbergen.
Von großer Bedeutung ist sein Beitrag zur Infragestellung kanonischer Sichtweisen bezüglich bestimmter Themen. Hervorzuheben ist seine Interpretation Azurmendis der deutschen Aufklärung, die auf seinen fundierten Studien in Deutschland beruht. Mit ihr widerlegt er den anscheinenden Gegensatz zwischen der französischen Aufklärung und der deutschen Romantik und eröffnet eine neue Perspektive auf die verschiedenen Aspekte dieses Gegensatzes. Anders als einige spanische und französische Intellektuelle wie Alain Finkielkraut vertritt er die These, dass der Nationalismus in Frankreich entstand (Montesquieu, Voltaire, Rousseau, Ernest Renan) und anschließend von den deutschen Aufklärern und Romantikern neu interpretiert wurde. Damit stellt er die Art und Weise infrage, in der Autoren wie Goethe, Schiller, Herder oder Humboldt ein metaphysischer Nationalismus zugeschrieben wird.
Einen nicht unbedeutenden Teil seines Werkes widmete Azurmendi darüber hinaus baskischen Denkern, die er aus der Vergessenheit holte, neu interpretierte und deren Rezeption er von verschiedenen Stereotypen befreite. Hier seien u. a. seine Arbeiten zu Jon Mirande, Orixe und Unamuno genannt.
Joxe Azurmendi war ein Autor, der aus der baskischen Kultur heraus und für diese dachte. Sprachlich wurde er von den baskischen Autoren der Nachkriegszeit beeinflusst. Auf dem Gebiet der Sprache hat er auch Forschungen über Autoren wie Heidegger, Wittgenstein, George Steiner oder Humboldt durchgeführt. Die Tatsache, dass er sein umfangreiches Werk in baskischer Sprache verfasst hat, steht in vollständiger Kohärenz zu seinem Denken, das sich auch in seinen Gedichten ausdrückt:

„Der Mensch ist armselig,
wenn, um zu beginnen, Mensch zu sein,
er eine Erklärung der Menschenrechte benötigt.
Der Mensch ist wirklich armselig,
wenn die Offenbarung Gottes,
um Wahrheit zu sein, eine Kirche verlangt
als Bewacherin.
Was bist du denn! Wir wissen nicht einmal
uns gegenseitig
Auge in Auge anzusehen.
Kreatur der sterbenden
Natur,
Mensch.
Du! rufe ich dich.
Denn ich bin nicht ein Begriff,
kein Mensch bin ich.
Keine Definition hat mir
die Existenz gegeben.
Ich bin nur ich,
rundherum ausgeschnitten.“

„Aber das Freisein
ist eine furchtbar schwierige Sache
für das unglückliche Volk,
das keinen Marx hatte
oder kein 1789.
Wovon wird es bezahlen?
-----
Aber wir wollen frei sein.
Was kann ich dafür?
Und wenn sie uns jetzt auch
wie einen gefälschten Blankoscheck
einen Baum von Gernika erfinden,
so als ob der Wille zur Freiheit Sünde wäre,
so als ob wir Titel benötigten,
wir wollen nur einfach frei sein.
Wir wollen. Das ist alles.
Der letzte Betrug an uns ist nämlich:
Sie haben uns glauben lassen, vorher von draußen,
jetzt auch von drinnen, dass wir
den Willen zur Freiheit rechtfertigen müssen.“

## Schriften
Die Datenbank der Baskischen Wissenschaftsgemeinschaft Inguma führt über 180 Veröffentlichungen von Azurmendi.

### Essays
- Hizkuntza, etnia eta marxismoa (Sprache, Ethnie und Marxismus) (1971, Euskal Elkargoa)
- Kolakowski (Kołakowski) (1972, EFA). In Zusammenarbeit mit Joseba Arregi
- Kultura proletarioaz (Über die proletarische Kultur) (1973, Jakin EFA)
- Iraultza sobietarra eta literatura (Die sowjetische Revolution und die Literatur) (1975, Gero Mensajero)
- Gizona Abere hutsa da (Der Mensch ist nichts als ein Tier) (1975, EFA)
- Zer dugu Orixeren kontra? (Was spricht gegen Orixe?) (1976, EFA Jakin)
- Zer dugu Orixeren alde? (Was spricht für Orixe?) (1977, EFA Jakin)
- Artea eta gizartea (Kunst und Gesellschaft) (1978, Haranburu)
- Errealismo sozialistaz (Sozialistischer Realismus) (1978, Haranburu)
- Mirande eta kristautasuna (Mirande und das Christentum) (1978, GAK)
- Arana Goiriren pentsamendu politikoa (Das politische Denken von Arana Goiri) (1979, Hordago Lur)
- Nazionalismo Internazionalismo Euskadin (Nationalismus-Internationalismus im Baskenland) (1979, Hordago Lur)
- PSOE eta euskal abertzaletasuna (Die PSOE und der baskische Patriotismus) (1979, Hordago Lur)
- El hombre cooperativo. Pensamiento de Arizmendiarrieta (Der kooperative Mensch. Das Denken Arizmendiarrietas) (1984, Lan Kide Aurrezkia)
- Filosofía personalista y cooperación. Filosofía de Arizmendiarrieta (Personalistische Philosophie und Kooperation. Die Philosophie Arizmendiarrietas) (1984, EHU)
- Schopenhauer, Nietzsche, Spengler, Miranderen pentsamenduan (Schopenhauer, Nietzsche, Spengler im Denken Mirandes) (1989, Susa)
- Miranderen pentsamendua (Das Denken Mirandes) (1989, Susa)
- Gizaberearen bakeak eta gerrak (Frieden und Kriege des Tiermenschen) (1991, Elkar)
- Espainolak eta euskaldunak (Die Spanier und die Basken) (1992, Elkar)
- Karlos Santamaria. Ideiak eta ekintzak (Karlos Santamaria. Sein Denken und Handeln) (1994, Gipuzkoako diputazioa (Unveröffentlicht))
- La idea cooperativa: del servicio a la comunidad a su nueva creación (Die kooperative Idee: Vom Dienst an der Gesellschaft zu ihrer Neugestaltung) (1996, Gizabidea Fundazioa)
- Demokratak eta biolentoak (Demokraten und Gewalttäter) (1997, Elkar)
- Teknikaren meditazioa (Überlegungen zur Technik) (1998, Kutxa Fundazioa)
- Oraingo gazte eroak (Die verrückte Jugend von heute) (1998, Enbolike)
- El hecho catalán. El hecho portugués (Die katalanische Gegebenheit. Die portugiesische Gegebenheit) (1999, Hiru)
- Euskal Herria krisian (Das Baskenland in der Krise) (1999, Elkar)
- La violencia y la búsqueda de nuevos valores  (Die Gewalt und die Suche nach neuen Werten) (2001, Hiru)
- La presencia de Nietzsche en los pensadores vascos Ramiro de Maeztu y Jon Mirande (Die Präsenz Nietzsches in den baskischen Denkern Ramiro de Maeztu und Jon Mirande) (2002, Euskalerriaren Adiskideen Elkartea)
- Etienne Salaberry. Bere pentsamenduaz (Etienne Salaberry. Sein Denken) (1903–2003) (2003, Egan)
- Espainiaren arimaz (Die spanische Seele) (2006, Elkar)
- Volksgeist. Herri gogoa (2007, Elkar)
- Humboldt. Hizkuntza eta pentsamendua (Humboldt. Sprache und Denken) (2007, UEU)
- Azken egunak Gandiagarekin (Die letzten Tage mit Gandiaga) (2009, Elkar)
- Bakea gudan (Frieden im Krieg) (2012, Txalaparta)
- Barkamena, kondena, tortura (Vergebung, Strafe, Folter) (2012, Elkar)
- Karlos Santamariaren pentsamendua (Das Denken Karlos Santamarias) (2013, Jakin/EHU)
- Historia, arraza, nazioa (Geschichte, Rasse, Nation) (2014, Elkar)
- Gizabere kooperatiboaz (Über die kooperative menschliche Tier) (2016, Jakin)
- Hizkuntza, Nazioa, Estatua (Sprache, Nation, Staat) (2017, Elkar)
- Beltzak, juduak eta beste euskaldun batzuk (Schwarze, Juden und andere Basken) (2018, Elkar)
- Pentsamenduaren historia Euskal Herrian (Gedankengeschichte im Baskenland) (2020, EHU-Jakin)
- Europa bezain zaharra (So alt wie Europa) (2023, Jakin)

### Poesie
- Hitz berdeak [Unreife Worte] (1971, EFA)
- XX. mendeko poesia kaierak – Joxe Azurmendi (2000, Susa), [Hefte der Poesie des 20. Jahrhunderts – Joxe Azurmendi] Ausgabe von Koldo Izagirre.

### Artikel in Zeitschriften
- Artikel in der Zeitschrift Jakin[22]
- Artikel in der Zeitschrift Anaitasuna[23]
- Artikel in der Zeitschrift RIEV[24]

## Auszeichnungen und Anerkennungen
- 1976: Andima Ibiñagabeitia, Literaturpreis, für das Werk Espainolak eta euskaldunak[25]
- 1978: Irun Hiria, Literaturpreis, für das Werk Mirande eta kristautasuna [Mirande und das Christentum].
- 1998: Irun Hiria, Literaturpreis, für das Werk Teknikaren meditazioa [Überlegungen zur Technik].
- 2005: Juan San Martin Preis, für das Werk Humboldt: Hizkuntza eta pentsamendua [Humboldt: Sprache und Denken].[26]
- 2010: Baskischer Literaturpreis Euskadi Literatura Saria in der Kategorie Essays, für Azken egunak Gandiagarekin [Die letzten Tage mit Gandiaga].[27]
- 2012: Eusko Ikaskuntza Preis der Gesellschaft für Baskische Studien.[28]
- 2012: Auszeichnung Dabilen Elea[29]
- 2014: Digitalisierung des gesamten Werks von Joxe Azurmendi, die der Rat von Gipuzkoa veranlasste[30]
- 2015: Baskischer Literaturpreis Euskadi Literatura Saria in der Kategorie Essays, für Historia, arraza, nazioa [Geschichte, Rasse, Nation][31]
- 2019: Azurmendi-Kongress[32]